# Шкельзен Гаші
Шкельзен Гаші (алб. Shkëlzen Gashi, нар. 15 липня 1988, Цюрих) — швейцарський та албанський футболіст, півзахисник клубу «Базель».
Виступав, зокрема, за клуб «Грассгоппер», а також національну збірну Албанії.
Дворазовий чемпіон Швейцарії. Володар Кубка Швейцарії. 

## Клубна кар'єра
У дорослому футболі дебютував 2006 року виступами за команду клубу «Цюрих», в якій провів один сезон, взявши участь лише у 1 матчі чемпіонату. За цей час виборов титул чемпіона Швейцарії.
Згодом з 2008 по 2012 рік грав у складі команд клубів «Шаффгаузен», «Беллінцона», «Ксамакс» та «Аарау».
Своєю грою за останню команду привернув увагу представників тренерського штабу клубу «Грассгоппер», до складу якого приєднався 2012 року. Відіграв за команду з Цюриха наступні два сезони своєї ігрової кар'єри. Більшість часу, проведеного у складі «Грассгоппера», був основним гравцем команди. У складі «Грассгоппера» був одним з головних бомбардирів команди, маючи середню результативність на рівні 0,4 голу за гру першості.
До складу клубу «Базель» приєднався 2014 року. Відтоді встиг відіграти за команду з Базеля 41 матч в національному чемпіонаті.

## Виступи за збірні
У 2004 році дебютував у складі юнацької збірної Швейцарії, взяв участь у 4 іграх на юнацькому рівні.
Протягом 2008–2010 років залучався до складу молодіжної збірної Швейцарії. На молодіжному рівні зіграв у 9 офіційних матчах, забив 4 голи.
У 2013 році дебютував в офіційних матчах у складі національної збірної Албанії. Наразі провів у формі головної команди країни 11 матчів, забивши 1 гол.
| Дата       | Місто          | Господарі | Результат | Гості      | Турнір            | Голи | Примітки |
| ---------- | -------------- | --------- | --------- | ---------- | ----------------- | ---- | -------- |
| 14-8-2013  | Тирана         | Албанія   | 2 – 0     | Вірменія   | товариський матч  | -    | 56'      |
| 11-10-2013 | Тирана         | Албанія   | 1 – 2     | Швейцарія  | Відбір до ЧС 2014 | -    | 19' 55'  |
| 15-11-2013 | Анталья        | Білорусь  | 0 – 0     | Албанія    | товариський матч  | -    | 54'      |
| 31-5-2014  | Івердон-ле-Бен | Албанія   | 0 – 1     | Румунія    | товариський матч  | -    | 46'      |
| 4-6-2014   | Будапешт       | Угорщина  | 1 – 0     | Албанія    | товариський матч  | -    | 66'      |
| 29-3-2015  | Ельбасан       | Албанія   | 2 – 1     | Вірменія   | Відбір до ЧЄ 2016 | 1    | 46'      |
| 4-9-2015   | Копенгаген     | Данія     | 0 – 0     | Албанія    | Відбір до ЧЄ 2016 | -    | 83'      |
| 7-9-2015   | Ельбасан       | Албанія   | 0 – 1     | Португалія | Відбір до ЧЄ 2016 | -    | 71'      |
| 11-10-2015 | Єреван         | Вірменія  | 0 – 3     | Албанія    | Відбір до ЧЄ 2016 | -    |          |
| 13-11-2015 | Приштина       | Косово    | 2 – 2     | Албанія    | товариський матч  | -    | 77'      |
| 16-11-2015 | Тирана         | Албанія   | 2 – 2     | Грузія     | товариський матч  | -    | 65'      |
| Усього     |                | Матчів    | 11        |            | Голів             | 1    |          |

## Титули і досягнення

### Командні
- Чемпіон Швейцарії (2):

«Цюрих»: 2006–07
«Базель»: 2014–15
- Володар Кубка Швейцарії (1):

«Грассгоппер»: 2012–13

### Особисті
- Найкращий бомбардир чемпіонату Швейцарії: 2013–14 (19), 2014–15 (22)
- Найкращий гравець чемпіонату Швейцарії: 2014